# Joanes de Fontana
Giovanni Fontana (ca. 1395 – ca. 1455) fou un metge i enginyer venecià que es presentava en societat com un màgic, una figura prestigiosa en els segles XV i XVI. Va néixer a Venècia en la dècada de 1390 i estudià a la Universitat de Pàdua, on va rebre el títol de batxiller en arts (1418) i mestre en medicina (1421).[1] A l'arxiu de la Universitat hi apareix com "Mestre Johannes, fill de Michaelo de la Fontana".[2] A la Universitat d'alguna manera fou protegit pel famós professor Paolo de Venècia. Alguns detalls (se saben poques coses de la seva vida) que ell explica són que el Doge de Venècia l'envià a Brescia amb un missatge personal pel condottiere Francesco Carmagnola; fou el metge municipal de la ciutat d'Udine. Fontana s'interessà per les ciències naturals, les matemàtiques, i la tecnologia.

## Biografia
Es coneixen poques dades de la seva vida, hauria estat inluenciat per Filippo Brunelleschi i Konrad Kyeser.
Fontana va pertànyer a la primera generació d'enginyers italians i el primer dels quals se'n conserven obres escrites.

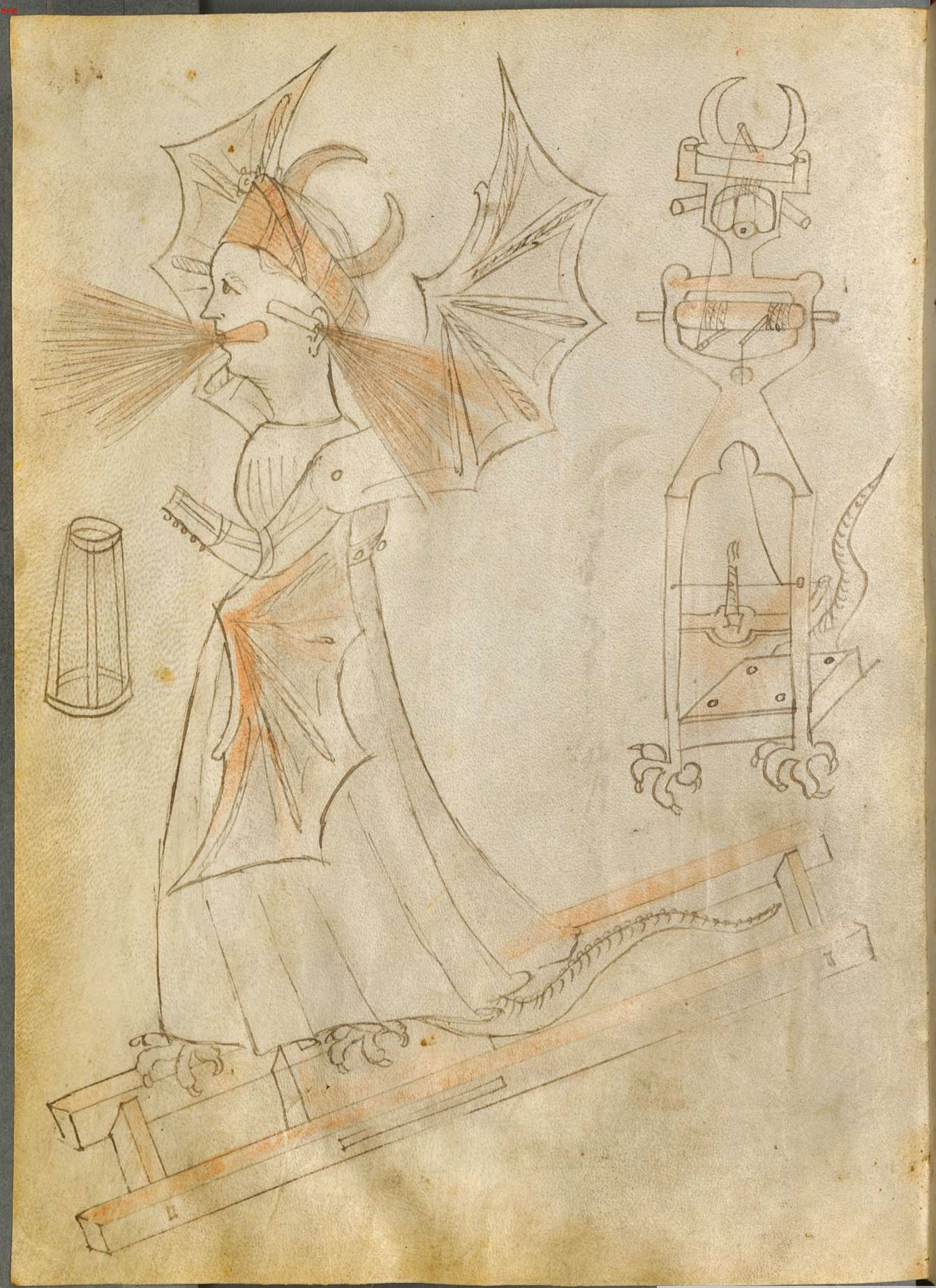
Bellicorum instrumentorum liber, cum figuris et fictitys litoris conscriptus
Un autòmata

## Obres
Fontana va escriure tractats sobre temes diversos. Conservem manuscrits seus sobre rellotges d'aigua, de sorra, i de mesures. Ell és l'autor d'un dels primers tractats tecnològics del Renaixement, Bellicorum instrumentorum liber (c. 1420, Llibre de les màquines de guerra). El llibre conté màquines de setge més o menys realistes juntament amb invencions fantàstiques, com una llanterna màgica, i un ocell, un peix i un conill que es mourien impel·lits per alguna mena de giny pirotècnic.[3] Les obres de Najm al-Din Hassan Al-Rammah han estat mencionades com a possibles antecedents del llibre de Fontana.

## Altres publicacions

### Secretum de thesauro experimentorum ymaginationis hominum
Aquest llibre es conserva a París a la Bibliothèque Nationale, Cod. Lat. Nouv. Acq. 635, està dedicat als dispositius de la memòria i les experiències de la filosofia natural.
Per tal d'ajuda a memoritzar Fontana presenta instruments externs qués són veritables màquines amb corrons que permetien la combinació de les lletres.

### Della prospettiva
És un manuscrit, de cap 1455, que es troba a la Biblioteca Riccardiana, Florència, Ricc. 2110. Tracta de l'òptica.

### Altres escrits
- Nova compositio horologi (Biblioteca Universitaria di Bologna MS 2705 f. 1-52). 1418.

- De horologio aqueo (Biblioteca Universitaria di Bologna MS 2705 f. 53 sg.). (1417)

- De pisce, cane et volucre (Biblioteca Universitaria di Bologna MS 2705 f. 85-105). 1417-1418.

- De trigono balistario (Oxford, Bodleian Library, MS Canon Misc. 47). Scritto a Udine nel 1440.

- De omnibus rebus naturalibus. (1450). enciclopèdia impresa el 1545